# Pro publico bono (konkurs)
Konkurs na Najlepszą Inicjatywę Obywatelską „Pro Publico Bono” – konkurs odbywający się pod honorowym patronatem Rzecznika Praw Obywatelskich. Głównym fundatorem nagród jest Polsko-Amerykańska Fundacja Wolności. Pula nagród wynosi blisko 500 tysięcy złotych.
Adresatami Konkursu są aktywne w lokalnym środowisku organizacje obywatelskie, które są motorem zmian zachodzących obecnie w Polsce, działające na rzecz organizowania obywateli do zbiorowego działania na rzecz wspólnoty.

## Kategorie Nagrody
- A - inicjatywy edukacyjne
- B - inicjatywy na rzecz kultury i dziedzictwa narodowego
- C - działalność z zakresu ochrony zdrowia, pomocy społecznej i charytatywnej
- D - inicjatywy na rzecz środowiska i regionu, ze szczególnym uwzględnieniem współpracy organizacji z samorządem terytorialnym
- E - inicjatywy z zakresu kontaktów międzynarodowych, międzyetnicznych, ze szczególnym uwzględnieniem działań na rzecz integracji Polski z Unią Europejską

## Laureaci Nagrody

### I edycja (1999)
W I edycji konkursu nie było podziału na kategorie:
- Wyższa Szkoła Biznesu National-Louis University w Nowym Sączu
- Stowarzyszenie „Przymierze Rodzin” z Warszawy
- Towarzystwo Pomocy im. św. Brata Alberta, o/podkarpacki
- Fundacja Rozwoju Przedsiębiorczości w Łodzi
- Społeczne Towarzystwo Oświatowe, Warszawa
- Fundacja Rodzić po Ludzku, Warszawa
- Stowarzyszenie Przyjaciół Dzieci Chorych „Serce”, Świdnica
- Fundacja „Międzynarodowe Centrum Rozwoju Demokracji”, Kraków
- Społeczeństwo Wsi Przyprostynia
- Obywatelska Fundacja na Rzecz Niepełnosprawnych i Potrzebujących Pomocy, Chodzież
- Fundacja Pomocy Wzajemnej „Barka”, Poznań
- Stowarzyszenie Pomocy Dzieciom Niepełnosprawnym w Zamościu

### II edycja (2000)
- Fundacja Rozwoju Demokracji Lokalnej, Warszawa
- Fundacja Pomocy Młodzieży im. Jana Pawła II „Wzrastanie”, Kańczuga
- Fundacja Pomocy Matematykom i Informatykom Niesprawnym Ruchowo, Warszawa, kat. A
- Stowarzyszenie Przyjaciół Szkół Katolickich, Częstochowa, kat. A
- Fundacja „Dom Dostępny”, Warszawa, kat. A
- Fundacja im. Brata Alberta Zarządu Krajowy w Krakowie, kat. B
- Fundacja-Zakład Wychowawczy im. Ks. Siemaszki, Kraków, kat. B
- Stowarzyszenie Młodzieży Niepełnosprawnej „Alfa”, Bytom, kat. B
- Wielkopolskie Centrum Pomocy Bliźniemu „Markot” Stowarzyszenie Monar, kat. B
- Stowarzyszenie Promocji Przedsiębiorczości, Rzeszów, kat. C
- Mikołajskie Stowarzyszenie Wspierania Inicjatyw Lokalnych, Mikołajki, kat. C
- Fundacja Rozwoju Kardiochirurgi „Cor Aegrum”, Kraków, kat. C
- Fundacja „Instytut Na Rzecz Demokracji w Europie Wschodniej” (IDEE), Warszawa, kat. D
- Fundacja Lutnia Staropolska - Dwór na Wysokiej, Jordanów, kat. D

### III edycja (2001)
- Parafialna Podstawowa Szkoła Romska, Suwałki, kat. A
- Federacja Inicjatyw Oświatowych, Warszawa, kat. A
- Federacja Polskich Banków Żywności, Warszawa
- Centrum im. Adama Smitha - Fundacja Akcji Gospodarczej, Warszawa
- Uniwersytet Trzeciego Wieku, Poznań, kat. A
- Fundacja Theatrum Gedanense, Gdańsk, kat. A
- Akademia Polonijna w Częstochowie
- Fundacja Galeria na Prowincji, Lublin, kat. A
- Fundacja Pomocy Osobom Niepełnosprawnym, Stróże, kat. B
- Polskie Stowarzyszenie Ochrony Zdrowia Psychicznego, Puławy, kat. B
- Towarzystwo Rodzin Wielodzietnych, Krosno, kat. B
- Fundacja Pomocy Społecznej, Brzeszcze, kat. C
- Fundacja Dzieci Niczyje, Warszawa
- Stowarzyszenie Rozwoju Gminy Cmolas, kat. A
- Nidzicka Fundacja Rozwoju „Nida”, Nidzica, kat. C
- Stowarzyszenie na Rzecz Rozwoju Gminy Zbrosławice, kat. C
- Towarzystwo Przeciwdziałania Uzależnieniom „Trzeźwa Gmina”, Chmielnik
- Ekologiczny Klub UNESCO Pracownia na Rzecz Bioróżnorodności, Piaski
- Stowarzyszenie na Rzecz Propagowania Inicjatyw Kulturalnych i Promocji Miasta i Gminy Kępice
- Fundacja Instytut Spraw Publicznych, Warszawa, kat. D

### IV edycja (2002)
- Fundacja „Gębiczyn”, Gębice, kat. A
- Związek Biur Porad Obywatelskich, Warszawa, kat. A
- Fundacja Nasza Ziemia, Warszawa, kat. A
- Katolickie Centrum Edukacji Młodzieży Kana, Gliwice, kat. A
- Stowarzyszenie Teatr Cogitatur, Katowice, kat. B
- Fundacja Ziemi Krakowskiej im. Jana Sroczyńskiego, Jerzmanowice, kat. B
- Fundacja Ośrodka Karta, Warszawa, kat. B
- Fundacja Kresy 2000 Dom Służebny Polskiej Sztuce Słowa, Muzyki i Obrazu w Nadrzeczu k. Biłgoraja, kat. B
- Stowarzyszenie Hospicjum Piła, kat. C
- Stowarzyszenie Przyjaciół Integracji, Warszawa, kat. C
- Towarzystwo Wspierania Budowy Domów Nadziei Habitat for Humanity, Gliwice, kat. C
- Fundacja Polska Akcja Humanitarna, Warszawa, kat. C
- Fundacja na Rzecz Dzieci „Miasteczko Śląskie”, Miasteczko Śląskie, kat. C
- Towarzystwo Przyjaciół Słońska „Unitis Viribus”, Słońsk, kat. D
- Krajowe Stowarzyszenie Sołtysów, Konin, kat. D
- Polskie Stowarzyszenie na Rzecz Osób z Upośledzeniem Umysłowym, Warszawa, kat. C
- Społeczno-Oświatowe Stowarzyszenie Pomocy Pokrzywdzonym i Niepełnosprawnym „Edukator” w Łomży, kat. D
- Młodzieżowe Centrum Edukacji Europejskiej, Bytom, kat. E
- Stowarzyszenie na Rzecz dzieci, Młodzieży i osób Niepełnosprawnych „Kunkowa”, Uście Gorlickie, kat. B
- Fundacja „Muzyka Kresów” Ośrodek Badań Muzykologicznych i Kulturowych Europy Środkowo-Wschodniej, Lublin, kat. B

### V edycja (2003)
- Towarzystwo Kulturalne „Echo Pyzdr”, Pyzdry, kat. A
- Polski Związek Chórów i Orkiestr Śląskich, Katowice, kat. B
- Stowarzyszenie Przyjaciół Zabytków Techniki „Maleniec”, Katowice, kat. B
- Towarzystwo Ziemi Głogowskiej, Głogów, kat. B
- Fundacja Pogotowie Teatralne, Szczecin, kat. C
- Itaka - Fundacja Pomocy Ludziom Dotkniętym Problemem Zaginięcia, Warszawa, kat. C
- Stowarzyszenie na Rzecz Integracji i Usamodzielniania „Dom w Głogowie”, Głogów, kat. C
- Elbląskie Stowarzyszenie Inicjatyw Pozarządowych, Elbląg, kat. D
- Stowarzyszenie „Centrum Rozwoju Ekonomicznego Pasłęka”, Pasłęk, kat. A
- Stowarzyszenie „Muzyka Dawna” w Jarosławiu, Jarosław, kat. B
- Stowarzyszenie dla Dzieci i Młodzieży „Szansa, Głogów, kat. E
- Stowarzyszenie Parafiada im. Józefa Kalasancjusza, Warszawa, kat. A
- Społeczne Stowarzyszenie Edukacyjno - Teatralne Szamocin, Piła, kat. B
- Fundacja SOS „Życie”, Mielec, kat. C
- Towarzystwo „Nasz dom”, Warszawa, kat. C
- Polskie Stowarzyszenie Edukacji Prawnej (PSEP), Warszawa, kat. A
- Dom Spotkań im. Angelusa Silesiusa we Wrocławiu, kat. A
- Polska Akademia Umiejętności, Kraków, kat. B
- Fundacja „Instytut Tertio Millennio”, Kraków, kat. A
- Fundacja Partnerstwo dla Środowiska, Kraków, kat. D
- Towarzystwo Przyjaciół Chorych w Hospicjum im. Św. Łazarza, Kraków, kat. C
- Federacja Polskich Klubów Kobiet po Mastektomi i Amazonki, Poznań, kat. C
- Fundacja Ekologiczna Ziemi Chojnickiej i Zaborskiej, Chojnice, kat. A

### VI edycja (2004)
- Fundacja Uniwersyteckich Poradni Prawnych, Warszawa, kat. A
- Centrum Kształcenia Liderów i Wychowawców im. Pedro Arrupe, Gdynia, kat. A
- Polskie Stowarzyszenie Pedagogów i Animatorów KLANZA, Lublin, kat. A
- Stowarzyszenie Edukacji i Rozwoju Wsi - Centrum w Białobłotach, Gizałki, kat. A
- Fundacja „Świat na Tak”, Warszawa, kat. A
- Społeczne Towarzystwo Oświatowe, Warszawa, kat. A
- Centrum Edukacji Obywatelskiej, Warszawa, nagroda honorowa
- Związek Kurpiów, Ostrołęka, kat. B
- Stowarzyszenie Zabytkowej Kopalni „Ignacy”, Rybnik-Niewiadom, kat. B
- Fundacja Pro Academia Narolense, Warszawa, kat.B
- Stowarzyszenie Promocji Przedsiębiorczości, Rzeszów, kat. D
- Fundacja „Muzyka Cerkiewna”, Hajnówka, kat. B
- Stowarzyszenie Pomocy Dzieciom Niepełnosprawnym, Zamość, kat. C
- Stowarzyszenie Pomocy Społecznej, Rehabilitacji i Resocjalizacji im. Hansa Christiana Kofoeda, Siedlce, *kat. C
- Towarzystwo Pomocy im. św. Brata Alberta „Nasze Gospodarstwo”, Waśniów, kat. C
- Fundacja „Domy Wspólnoty Chleb Życia”, Warszawa, kat. C
- Stowarzyszenie „Dom Aniołów Stróżów” Katowice, kat. C
- Stowarzyszenie Lekarze Nadziei, Kraków, kat. C
- Stowarzyszenie na Rzecz Rozwoju Gminy Bałtów „Bałt”, Bałtów, kat. D
- Stowarzyszenie Rozwoju Gminy i Wspierania Przedsiębiorczości w Żegocinie, Żegocina, kat. D
- Sieć Wspierania Organizacji Pozarządowych Splot, Warszawa, nagroda honorowa
- Stowarzyszenie Willa Decjusza, Kraków, kat. E
- Łemkowski Zespół Pieśni i Tańca „Kyczera”, Legnica, kat. E
- Fundacja Edukacja dla Demokracji, Warszawa, nagroda honorowa

### VII edycja (2005)
- Akademia Rozwoju Filantropii, Warszawa, nagroda honorowa
- Katolickie Stowarzyszenie Centrum Młodych, Działdowo, kat. A
- Zamojskie Towarzystwo Oświatowe,Zamość, kat. A
- Stowarzyszenie Ne cedat academia, Kraków, kat. B
- Stowarzyszenie Promocji Kultury im. Aleksandra Tansmana, Łódź, kat. B
- Stowarzyszenie Górnośląskich Kolei Wąskotorowych, Bytom, kat. B
- Fundacja Świętego Mikołaja, Piaseczno, kat. C
- Siedleckie Stowarzyszenie Pomocy Osobom z Chorobą Alzheimera, Siedlce, kat. C
- Marek Kamiński Fundation, Gdańsk, kat. C
- Fundacja Pomocy Społecznej „Pan Władek”, Gdańsk, kat. C
- Rzeszowskie Towarzystwo Pomocy im. Świętego Brata Alberta, Rzeszów, kat. C
- Stowarzyszenie Homo-Homini, Chełmża, kat. D
- Stowarzyszenie na rzecz aktywizacji mieszkańców Polesia Lubelskiego, Podedwórze, kat.D
- Stowarzyszenie Rozwoju Gminy Cmolas, Cmolas, kat. D
- Małopolskie Towarzystwo Oświatowe, Nowy Sącz, kat. E
- Niezależne Zrzeszenie Studentów AP, Kraków, kat. E
- Fundacja Młodzieżowej Przedsiębiorczości, Warszawa, kat. A
- Caritas Polska, Warszawa, nagroda honorowa
- Fundacja „ABCXXI - Program Zdrowia Emocjonalnego”, Warszawa, nagroda honorowa

### VIII edycje (2006)
- Klub Inteligencji Katolickiej - Warszawa - nagroda główna
- Fundacja Muzyka Kresów - Lublin - nagroda główna
- Katolickie Centrum Edukacji Młodzieży Kana w Nowym Sączu - woj. małopolskie - kat. A
- Fundacja Pomocy Dzieciom Wiejskim - woj. wielkopolskie - kat. A
- Fundacja Cyryla i Metodego - woj. mazowieckie - kat. A
- Chrześcijańskie Stowarzyszenie Rodzin Oświęcimskich - woj. małopolskie - kat. A
- Fundacja Sztuki Osób Niepełnosprawnych - woj. małopolskie - kat. B
- Towarzystwo Miłośników Lwowa i Kresów Południowo-Wschodnich Oddział w Bytomiu - kat. B
- Stowarzyszenie Pracownia Architektury Żywej - woj. podlaskie - kat. B
- Fundacja Pomocy Młodzieży im. Jana Pawła II Wzrastanie - woj. podkarpackie - kat. C
- Fundacja na rzecz umacniania więzi rodzinnych i społecznych Synapsis - woj. mazowieckie - kat. C
- Stowarzyszenie Opieki Hospicyjnej i Paliatywnej Hospicjum w Chorzowie - woj. śląskie - kat. C
- Stowarzyszenie "U Siemachy" - woj. małopolskie - kat. C
- Krajowe Stowarzyszenie Sołtysów - woj. wielkopolskie - kat. D
- Stowarzyszenie Rozwoju Solca Kujawskiego - woj. kujawsko-pomorskie - kat. D
- Fundacja Polska Akcja Humanitarna - woj. mazowieckie - kat. E
- Stowarzyszenie Litewskiej Kultury Etnicznej w Polsce - woj. podlaskie - kat. E

### IX edycja (2007)
- Fundacja Pomocy Wzajemnej „Barka” z Poznania
- Fundacja Rozwoju Dzieci im. Jana Amosa Komeńskiego z Warszawy
- Gołdapski Fundusz Lokalny z Gołdapi
- Stowarzyszenie Autorów Teatralnych, Warszawa
- Stowarzyszenie Normalne Państwo, Warszawa
- Fundacja Odpowiedzialność Obywatelska, Warszawa
- Zjednoczenie Łemków z Gorlic
- Stowarzyszenie Magurycz, Nowica
- Towarzystwo Pomocy im. św. Brata Alberta w Sanoku
- Stowarzyszenie na rzecz Rozwoju Psychiatrii i Opieki Środowiskowej, Kraków
- Fundacja Pro Bono, Kraków
- Stowarzyszenie Inicjatyw Społeczno- Gospodarczych im. Króla Zygmunta Augusta z Augustowa
- Fundacja Forum „Gryf” ze Szczecina
- Stowarzyszenie Konferencja Służb Ochrony Przyrody Zielonych Płuc Polski z Suwałk
- Fundacja Kultury Ekologicznej z Jeleniej Góry
- Polska Fundacja im. Roberta Schumana
- Polsko-Niemieckie Towarzystwo Zdrowia Psychicznego z Krakowa
- Nadbużańskie Stowarzyszenie Edukacyjne z Włodawy
- Europejski Dom Spotkań - Fundacja Nowy Staw z Lublina